# 黄钵乡
黄钵乡，是中华人民共和国四川省乐山市井研县曾经下辖的一个乡。2019年12月，撤消黄钵乡，将其所属行政区域划归马踏镇管辖。 

## 行政区划
黄钵乡撤销前下辖以下地区：
黄钵街社区、黄钵村、黄泥坳村、七盘村、邓家嘴村和椒子湾村。